# Жилинский, Александр Ианнуарьевич
Александр Ианнуарьевич Жилинский (1871 — ?) — русский общественный деятель, статский советник.

## Биография
Родился в 1871 году в Сенгилее Симбирской губернии, в семье дворян.
В молодые годы жил в Ставрополе, где зарабатывал на жизнь репетиторством.
После окончания Императорского Московского технического училища в 1893 году Александр Жилинский был назначен преподавателем механики и прикладной математики в 1-е Московское реальное училище. Управляющий Московским учебным округом утвердил Жилинского в должности учителя реального училища математики, механики и черчения. Педагогический совет училища избрал А. И. Жилинского в члены комитета по управлению училищем и назначил наставником шестого класса.
В годы Первой мировой войны статский советник А. И. Жилинский передал денежные средства ставропольской уездной управе на оказание помощи семьям погибших воинов и раненым солдатам, а также вложил большую сумму в снаряжение ополченцев в 147-й Самарский пехотный полк.
В 1915 году Жилинский приехал в Ставрополь, где обвенчался с Анастасией Лукьяновной Люповой. Затем молодожёны переехали в Москву, где жили на Большой Бронной в доме Чебышёвой. В 1916 году Жилинский покинул Московское реальное училище и с началом революционных событий 1917 года в Москве привёз жену в Ставрополь, где у них родилась дочь Нина, умершая в младенчестве. Здесь Александр Ианнуарьевич преподавал в Ставропольском реальном училище.
Дата и место смерти А. И. Жилинского неизвестны.

## Семья
- Отец — Ианнуарий Янович (Иванович) Жилинский, дворянин.
- Братья:
  - Алексей — учитель начальной школы в Сенгилее, затем — преподаватель ремесленного училища в Симбирском уезде;
  - Василий — член ВКП(б), был начальником отдела сельского хозяйства Восточно-Сибирского обкома, в 1938 году расстрелян по сталинским спискам в Иркутске;[1]
  - Пётр — титулярный советник, служил помощником бухгалтера в Самарском отделении государственного банка.
- Сестра:
  - Елизавета — преподавательница 6-й женской гимназии в Москве.

## Заслуги
- В 1898 году 1-е Московское реальное училище отмечало своё 25-летие, в честь юбилея Жилинский был поощрён Министерством образования за творческий подход в подготовке учащихся.
- Решением городской думы в 1914 году Жилинский был удостоен звания лично-почётного гражданина Ставрополя.